# Joseph Cahill
Pour les articles homonymes, voir Cahill.
Joseph Cahill, dit Joe Cahill (irlandais : Seosamh Ó Cathail, né le 19 mai 1920, mort le 23 juillet 2004) est un républicain irlandais, Chef d'État-major de la Provisional Irish Republican Army de novembre 1972 à mars 1973.
Issu d'une famille républicaine, Joe Cahill rejoint l'Irish Republican Army en 1938 après un passage dans l'aile jeune du mouvement. Il est condamné à mort en 1942 pour le meurtre d'un policier de la Royal Ulster Constabulary. Relâché en 1949, il est interné de 1956 (ou 1957) à 1961 à la suite d'un regain d'activité de l'IRA pendant sa Campagne des frontières. Il participe à la scission de l'organisation en 1969 qui fonde la Provisional Irish Republican Army. En 1971, il devient le commandant de la Brigade de Belfast. En septembre 1971, il est arrêté lors d'un voyage aux États-Unis qui lui interdisent d'y revenir. En 1972, il participe aux négociations secrètes entre le gouvernement britannique et l'IRA provisoire. En 1973, il est condamné en Irlande à trois ans de prison pour trafic d'armes et appartenance à l'IRA. Relâché pour raison de santé en 1975, il s'investit dans l'aile politique du mouvement, le Sinn Féin. Renvoyé du Conseil de l'armée de l'IRA provisoire en 1977, il est arrêté en 1984 en tentant d'entrer illégalement aux États-Unis puis trois ans après pour trafic d'arme en Irlande. Il est considéré comme l'organisateur des attentats de Warrington en 1993,.
En 2014 la presse anglaise révèle qu'il a été un agent double, qu'il a poussé l'IRA à mener divers attentats pour discréditer le mouvement et justifier ainsi la très dure répression de la part des autorités anglaises[Interprétation personnelle ?].